# サターンメイクアップ賞
サターンメイクアップ賞（サターンメイクアップしょう、Saturn Award for Best Make-up）は、サターン賞の部門の一つ。

## 各年の結果

### 1970年代
- 1973・74年度（第2回）：『エクソシスト』
- 1975年度（第3回）：『ヤング・フランケンシュタイン』
- 1976年度（第4回）：『2300年未来への旅』
- 1977年度（第5回）：『スター・ウォーズ エピソード4/新たなる希望』
- 1978年度（第6回）：『フューリー』
- 1979年度（第7回）：『ドラキュラ都へ行く』

### 1980年代
- 1980年度（第8回）：『アルタード・ステーツ/未知への挑戦』、『スキャナーズ』
- 1981年度（第9回）：『狼男アメリカン』
- 1982年度（第10回）：『ポルターガイスト』
- 1983年度（第11回）：『スター・ウォーズ エピソード6/ジェダイの帰還』
- 1984年度（第12回）：『ターミネーター』
- 1985年度（第13回）：『死霊のえじき』
- 1986年度（第14回）：『ザ・フライ』
- 1987年度（第15回）：『ロボコップ』
- 1988年度（第16回）：『ビートルジュース』
- 1989・90年度（第17回）：『ディック・トレイシー』

### 1990年代
- 1991年度（第18回）：『羊たちの沈黙』
- 1992年度（第19回）：『バットマン リターンズ』
- 1993年度（第20回）：『アダムス・ファミリー2』
- 1994年度（第21回）：『インタビュー・ウィズ・ヴァンパイア』
- 1995年度（第22回）：『セブン』
- 1996年度（第23回）：『ナッティ・プロフェッサー クランプ教授の場合』
- 1997年度（第24回）：『ミミック』
- 1998年度（第25回）：『ヴァンパイア/最期の聖戦』
- 1999年度（第26回）：『ハムナプトラ/失われた砂漠の都』

### 2000年代
- 2000年度（第27回）： 『グリンチ』
- 2001年度（第28回）：『ハンニバル』
- 2002年度（第29回）：『ロード・オブ・ザ・リング/二つの塔』
- 2003年度（第30回）：『ロード・オブ・ザ・リング/王の帰還』
- 2004年度（第31回）：『ヘルボーイ』
- 2005年度（第32回）：『ナルニア国物語/第1章:ライオンと魔女』
- 2006年度（第33回）：『スリザー』
- 2007年度（第34回）：『パイレーツ・オブ・カリビアン/ワールド・エンド』
- 2008年度（第35回）：『ベンジャミン・バトン 数奇な人生』
- 2009年度（第36回）：『スター・トレック』

### 2010年代
- 2010年度（第37回）：『ウルフマン』
- 2011年度（第38回）：『X-MEN:ファースト・ジェネレーション』
- 2012年度（第39回）：『クラウド アトラス』
- 2013年度（第40回）：『プリズナーズ』
- 2014年度（第41回）：『ガーディアンズ・オブ・ギャラクシー』
- 2015年度（第42回）：『スター・ウォーズ/フォースの覚醒』